# Domènec Murtra
Domènec Murtra (Girona, inicis del s. XIX - ?) va ser un músic i sacerdot català, mestre de capella de Figueres (Alt Empordà).
Va ser escolà de cor de la catedral de Girona entre 1824 i 1830, i després en fou membre de l'escolania (1835). Quan era infant tingué de mestre Josep Barba i Bendad (mestre de capella de la catedral entre 1825 i 1846). Ja de més gran, el 1839, era mestre de cant a Figueres.
Segons Baltasar Saldoni, era «mestre de capella a Catalunya el 1856, deixeble del Sr. Roses», i encara tenia el magisteri de Sant Pere de Figueres el 1880. Com a compositor, i com pertocava a un mestre de capella, va ser autor de música sacra i, també, compositor i arranjador de valsos.
Se li atribueixen uns Lamentos á cuatro con Acomptº de Organo, conservats a la basílica de Santa Maria de Castelló d'Empúries i apareix als fons musicals de l'església parroquial de Sant Esteve d'Olot i als de la catedral de Girona.

## Obres
- Lamentos á cuatro con Acomptº de Organo, que comença Oh mortals y viadors...
- Letrillas para el mes de María, per a orgue
- Libera me Domine... (1848), absolta per a tres veus i orgue

- Oh divina Maria, hoy en..., per a tres veus i orgue

- Qui manducat meam carnem..., responsori per a cinc veus i orquestra

- Rosario a 4 voces (1835), per a quatre veus, instruments i orgue, en català
- Valses compuestos y arreglados por Musica Militar (1839)